# プレリュード (ファイナルファンタジーシリーズの曲)
プレリュードは、植松伸夫が作曲したファイナルファンタジーシリーズの音楽。

## 概要
ファイナルファンタジーのROMを任天堂に収める直前のタイミングで、坂口博信にゲームを立ち上げた時に音を入れたいと言われて作曲した。いきなり部屋に入ってきて「今すぐ作ってくれ！」と言われて、乱暴だなと思いながら30分ほどでアルペジオを作った。これが後の時代の人々の心にも残る音楽となった。
2014年にはトヨタ自動車から発売されているアクアのCMソングに採用された。演奏しているのはニコニコ動画で人気ピアニストのまらしぃ。
2014年にはケイ・エム・ピーより『プレリュード』を様々なピアノアレンジにした楽譜が発売される。
2019年9月12日にはプレリュードばかりを集めた音楽CDが発売される。1987年から最新作までの音楽と、CDで初めて公開されるアレンジも収録される。